# Homoneura obliquepunctata
Homoneura obliquepunctata är en tvåvingeart som först beskrevs av Macquart 1846.  Homoneura obliquepunctata ingår i släktet Homoneura och familjen lövflugor. Inga underarter finns listade i Catalogue of Life.